# Mário Haberfeld
Mário Haberfeld (ur. 25 stycznia 1976 roku w São Paulo) – brazylijski kierowca wyścigowy.

## Kariera

### Formuła 3000
Brazylijczyk po zdobyciu tytułu mistrzowskiego w Brytyjskiej Formule 3, awansował do Międzynarodowej Formuły 3000, w której to startował do roku 2002. W pierwszym roku startów, w juniorskim zespole McLarena nie spełnił jednak pokładanych w nim nadziei, mało tego jego wyniki okazały się wręcz kompromitujące. W ciągu sezonu aż pięciokrotnie nie zdołał zakwalifikować do wyścigu i ostatecznie też nie zdobył ani jednego punktu (ukończył zaledwie dwie rundy), podczas gdy jego partner Nick Heidfeld pewnie sięgnął po mistrzostwo. Tak słabe wyniki sprawiły, że reputacja Mário została poważnie nadszarpnięta. W kolejnym sezonie, za sprawą sporego budżetu, dostał jednak szansę startów od ekipy Fortec Motorsport. Adaptacja i większe doświadczenie w tego typu pojazdach sprawiła, że Mário prezentował dużo wyższy poziom i zakwalifikował się do wszystkich wyścigów. W żadnym z nich nie zdołał jednak zapunktować. W sezonie 2001 przeniósł się do brytyjskiej ekipy Super Nova Racing. Po raz pierwszy w karierze zdobył punkty w tej serii, zajmując podczas wyścigu w Hiszpanii czwarte miejsce. Ostatecznie trzy punkty dały mu 15. pozycję. Ostatni rok startów w Formule 3000 był najlepszym w wykonaniu Haberfelda. W zespole Team Astromega zdołał dwukrotnie stanąć na podium (w Brazylii oraz w Austrii) oraz regularnie punktować, dzięki czemu został sklasyfikowany na 7. pozycji w końcowej klasyfikacji.

### Champ Car World Series
Po braku szansy angażu w Formułę 1, w roku 2003 Brazylijczyk wyjechał do Ameryki, gdzie rozpoczął starty w popularnej serii Champ Car. W zespole Conquest najlepszą pozycją, jaką uzyskał, było czwarte miejsce podczas inauguracyjnej rundy, na torze w Petersburgu. Ostatecznie w klasyfikacji generalnej zajął 12. pozycję.
W kolejnym sezonie przeniósł się do stajni Derricka Walkera. Rok ten okazał się jeszcze lepszy w wykonaniu Haberfelda, który przekroczył magiczną liczbę stu punktów w całym sezonie. Ponownie najlepszą lokatą uzyskaną przez niego była czwarta pozycja, tym razem jednak na torze w kanadyjskim Toronto. Pomimo lepszej postawy zajął jednak odleglejszą 13. pozycję w końcowej klasyfikacji.

### Dalsza kariera
Na sezon 2005 Mário nie znalazł dla siebie miejsca w żadnej z ekip amerykańskiej serii. Pod koniec roku wystąpił jednak w kilku wyścigach Grand-Am, w zespole Tuttle Team Racing. W dalszej części kariery zaangażował się w wyścigi długodystansowe oraz samochodów sportowych.